# Вільсон Ахметі
Ві́льсон Ахме́ті (алб. Vilson Ahmeti; нар. 5 вересня 1951) — албанський політик, займав посаду прем'єр-міністра країни з грудня 1991 до квітня 1992 року .
У 1973 році закінчив інженерний факультет Університету Тирани. У 1973-1978 роках він працював інженером на автомобільних заводах у Тирані.